# Győrbíró Géza
Győrbiró Géza (Szentkatolna, 1858. november 21. – Szentkatolna, 1939. január 20.) méhész, a Győrbíró-kaptár készítője.

## Életpályája
1899-ig községi jegyző volt. Ezután méhészkedéssel foglalkozott.

### Munkássága
Az országosan használatos kaptárakkal kezdett méhészkedni; ezeket kicsinek, nehezen kezelhetőnek tartotta s megszerkesztette a róla elnevezett 32×24 cm-es keretméretű, 36 keretes, felső kijárós, hátsó kezelésű álló kaptárt. A környék méhészei hamarosan átvették ezt az anyarács nélküli kaptárat. A méhcsaládoknak szabad fejlődést engedett, a fiasítást műléppel korlátozta. Cikkeket írt a méhész szaklapba.